# Брезине (Липик)
45°27′ пн. ш. 17°02′ сх. д. / 45.45° пн. ш. 17.04° сх. д.
Брезине (хорв. Brezine) — населений пункт у Хорватії, у Пожезько-Славонській жупанії у складі міста Липик.

## Населення
Населення за даними перепису 2011 року становило 221 осіб.
Динаміка чисельності населення поселення:

## Клімат
Середня річна температура становить 11,04 °C, середня максимальна – 25,39 °C, а середня мінімальна – -5,84 °C. Середня річна кількість опадів – 910 мм.
| Клімат поселення                              | Клімат поселення | Клімат поселення | Клімат поселення | Клімат поселення | Клімат поселення | Клімат поселення | Клімат поселення | Клімат поселення | Клімат поселення | Клімат поселення | Клімат поселення | Клімат поселення | Клімат поселення |
| Показник                                      | Січ.             | Лют.             | Бер.             | Квіт.            | Трав.            | Черв.            | Лип.             | Серп.            | Вер.             | Жовт.            | Лист.            | Груд.            |                  |
| Середній максимум, °C                         | 7,00             | 8,96             | 13,37            | 17,43            | 22,16            | 25,39            | 24,49            | 23,86            | 20,14            | 15,35            | 9,86             | 5,40             |                  |
| Середня температура, °C                       | 0,59             | 2,54             | 6,96             | 11,01            | 15,74            | 18,98            | 20,74            | 20,11            | 16,39            | 11,60            | 6,11             | 1,66             |                  |
| Середній мінімум, °C                          | −5,84            | −3,86            | 0,55             | 4,61             | 9,34             | 12,58            | 17,00            | 16,37            | 12,65            | 7,85             | 2,37             | −2,1             |                  |
| Норма опадів, мм                              | 57               | 52               | 62               | 74               | 82               | 97               | 84               | 89               | 76               | 81               | 87               | 69               |                  |
| Середньомісячна швидкість вітру, м/с          | 1.82             | 2.06             | 2.40             | 2.30             | 2.11             | 1.94             | 1.90             | 1.73             | 1.74             | 1.81             | 1.84             | 1.86             |                  |
| Середньомісячна сонячна радіація, кДж/м²·день | 4306             | 7121             | 10933            | 15356            | 19584            | 21739            | 22545            | 19892            | 14819            | 9161             | 4854             | 3560             |                  |
| --------------------------------------------- | ---------------- | ---------------- | ---------------- | ---------------- | ---------------- | ---------------- | ---------------- | ---------------- | ---------------- | ---------------- | ---------------- | ---------------- | ---------------- |
| Джерело:                                      |                  |                  |                  |                  |                  |                  |                  |                  |                  |                  |                  |                  |                  |